# 川崎祭
川崎祭（かわさきまつり）とは2003年、当時中日ドラゴンズに所属していた川崎憲次郎投手をオールスターゲームのファン投票で1位にするためネット上で繰り広げられた大量組織票工作である。
2ちゃんねる（現：5ちゃんねる）での呼びかけが発端でこの騒動が起こった。
翌2004年以降、オールスターのファン投票のインターネット投票は「会員登録制で1人1日5回（2008年からは1人1日1回）まで」とし、選手側にも投手は「5試合以上登板または10投球回以上」、野手は「10試合以上出場または20打席以上」といった、シーズン成績による選出基準が設けられるきっかけとなった。

## 概要
川崎は2000年オフにFA宣言してヤクルトスワローズから中日ドラゴンズに移籍し、年俸2億円で3年6億円（4年契約で4年目は出来高制）という大型の契約を結んでいたが、中日移籍後の2年間（2001年・2002年）は度重なる右肩痛で一軍公式戦では登板しておらず、ウエスタン・リーグ（二軍）で数試合登板したのみであった。
中日移籍3年目となる2003年も二軍ウ・リーグで13試合に登板し4勝4敗（防御率5.58）の成績（3年連続一軍未登板）に終わったが、同年4月25日には2ちゃんねるのプロ野球板において「川崎憲次郎をオールスターファン投票1位にしよう。」というタイトルのスレッドが立ち、中日への移籍以降高額年俸に見合わない成績であった川崎にセ・リーグの先発投手部門のファン投票で1位を獲得させる組織的な投票が行われた。5月20日の時点で、オールスター運営委員会では川崎へ多数の票が集まったことに違和感を持って調査を開始したところ、ある1台のパソコンからわずか半日で1,000票以上の大量投票がされていることが判明した。
結局、川崎はセントラル・リーグ（セ・リーグ）先発投手部門で最多票数を獲得したが、ファン投票の最終結果が発表される7月3日を前に選出辞退の意向を表明し、球団もその旨をセントラル野球連盟を通じてNPBコミッショナー事務局へ届け出た。結果、川崎が選出を辞退したためセ・リーグの先発投手は2位・井川慶（阪神タイガース）が繰り上げで選出された。当時、オールスターを辞退すると後半戦開幕から10試合の出場停止処分のペナルティが科せられる決まりがあったが、コミッショナー事務局は川崎の事情を鑑みて、処分する事はなかった。
この件について川崎は「正直言って困惑している。中日のために何も働いていない自分への叱咤激励ともとれるが、僕にとっては嫌がらせ。情けない気持ち」と述べたほか、2003年6月23日付で日本プロ野球選手会（JPBPA）公式サイトに掲載されたコメントでは「何よりも自分自身が悔しい。今回の一票一票を自分への叱咤激励と思い、自分を応援し続けているファンへの恩返しとして一日も早く一軍登板できるように頑張る」と述べている。
この事件を機に翌2004年からインターネット投票は会員登録制で「1人1日5回（2008年からは1回）まで」とし、選手側も投手は「5試合以上登板または10投球回以上」、野手は「10試合以上出場または20打席以上」といった、シーズン成績による選出基準が設けられた。

## その他
2003年のその他の2ちゃんねるの投票運動として、セ・リーグの捕手にカツノリ（野村克也を父親に持つ「親の七光り」への揶揄）や鈴衛佑規（2ちゃんねるで人気を博していた）、一塁手にトレイ・ムーア（本来のポジションは投手だが、打撃がよく打者としての出場を期待して）、パ・リーグのDHに松坂大輔（本来のポジションは投手だが、打撃力も高く、代打で登場して打点を挙げたこともある）、捕手に福澤洋一（この年限りでの引退が濃厚であったため）、三塁手に小笠原道大（中村紀洋の1位阻止）、遊撃手（ショート）にリック・ショート（名前とポジションの名が同じ事から駄洒落）などが呼びかけられていた。結果としてセ・リーグの一塁手でムーアは3位になり、パ・リーグの三塁手には小笠原が2位の中村を抑えて1位となった。

## 類似事件
アメリカメジャーリーグのMLBオールスターゲームのファン投票では、以前からインターネット投票の1人当たりの投票数に制限が設けられており、1999年にはノマー・ガルシアパーラに対して1人で約4万票の自動投票が行われたことが発覚し、該当票を無効にされた例がある。